# In Through the Out Door
Az In Through the Out Door a Led Zeppelin nyolcadik, 1979. augusztus 15-én megjelent utolsó stúdióalbuma. A felvételek 1978 novemberében és decemberében, az ABBA stockholmi stúdiójában, a Polar Studióban készültek. Az album elkészítését a zenekar pályafutásának legnehezebb periódusa előzte meg. Az 1977-es turnén bekövetkezett botrányok, majd Robert Plant énekes fiának az elvesztése miatt az együttes hosszú időre inaktívvá vált. A négy zenész között meglazult a korábbi harmónia, John Bonham és Jimmy Page egyre inkább alámerült drogfüggőségébe, míg Plant családi tragédiáit próbálta feldolgozni. Sok hallgató szerint az album azt a személyes zűrzavart tükrözi, amin a zenekar tagjai keresztülmentek a felvételek folyamán.
A Led Zeppelinre jellemző módon ez az album is gyökeresen különbözött minden korábbi kiadványuktól. Készítésében a zenekar vezetője, korábbi fő dalszerzője Jimmy Page csak kis mértékben vett részt, ezért John Paul Jones lett a központi szereplője. A lemezt nagyrészt Jones elképzelései és billentyűs hangszerei uralják, megtartva a zenekar extravagáns, innovatív és kísérletező hozzáállását. Sokak szerint a lemez csak kis mértékben tartalmazza a zenekar védjegyszerű stíluselemeit, ezáltal a legtöbb rajongó a leggyengébb stúdióanyaguknak tartja. Megjelenésekor nagyrészt pozitív kritikákban részesült a szaklapok részéről, későbbi megítélése viszont már vegyes, bár többnyire negatív szokott lenni. Az albumon nem csak a zene lett egyedülálló, hanem a csomagolása is. Egy barna csomagolópapír alatt hat különféle borító rejtőzött, mindenféle szöveg, zenekarnév és címek nélkül. A lemez kiadásakor a zenei sajtó és a fiatalabb zenehallgatók nagy része egyaránt idejétmúlt „dinoszaurusz zenekarként” tekintett az együttesre, ennek ellenére népszerűségük továbbra is töretlen maradt.
Az In Through the Out Door  az Atlanti-óceán mindkét partján az 1. helyet érte el, és az 1979-es év azon kevés lemeze közé tartozott, amelyek a gazdasági recesszió kellős közepén is millió számra fogytak. Megjelenése óta hatszoros platinalemez az Amerikai Egyesült Államokban. Ez volt a Led Zeppelin utolsó albuma, ami John Bonham halála előtt jelent meg.

## Háttér
Az In Through the Out Door album elkészítése előtti időszak, az együttes működésének legnehezebb éveinek tekinthetőek. Már az 1976-ban megjelent Presence lemezt is beárnyékolta Plant autóbalesete, majd annak 1977-es amerikai turnéján további bonyodalmak sújtották a zenekart. Egyes fellépéseket le kellett mondani, de a zenekar tagjai és a körülöttük lévő stáb közti viszony is romlani kezdett. Napirenden voltak a viták, a harag, a feszültség; a négy zenész olyan messze sodródott egymástól, mint korábban még soha. 1977. július 26-án Plant ötéves fia Karac egy vírusfertőzés következtében elhunyt, ami egyben a turné végét is jelentette. Ezt követően az 1978-as évet inaktívan töltötte a zenekar, Karac halálának következményei pedig végigkísérték a zenekar további pályafutását. Plant évekkel később azt nyilatkozta, hogy „miután elvesztettem a fiamat, rádöbbentem, hogy a Led Zeppelint olyan mértékű szélsőségek veszik körül, hogy már senki sem tudja a dolgokat igazán kézben tartani. Mindenki elszigetelődött és a maga világában élt.” Plant fiának a temetésén csak Richard Cole turnémenedzser, valamint Bonham vett részt, ami Cole későbbi nyilatkozata szerint Plant „elevenébe vágott”. A temetés után az énekes azt mondta Cole-nak és Bonhamnek, hogy „talán bennük nincs olyan tisztelet irántam, mint énbennem őirántuk. Talán nem olyan barátaim, mint amilyeneknek hittem őket.” Plant számára a gyász mellett az ilyen gondolatok is kérdésessé tették a zenekar jövőjét. Nem sokkal a temetés után Bonham balesetet szenvedett Jensen típusú kocsijával, melynek következtében eltörte két bordáját.
1978 folyamán egyre jobban felerősödtek az együttes feloszlásáról szóló pletykák, amiket Page mindvégig tagadott. Plant gyásza közben fontolóra vette, hogy elmegy óvodába tanítani, és el is fogadták gyakorló tanárnak. Fia halála után az énekes élete örökre megváltozott: „Egyik nap minden fantasztikus volt, és másnap minden olyan lesújtóan rossz, amilyet csak eltud az ember képzelni. Nem sokat ér elmenni turnézni, és más emberré válni. Rájöttem, hogy a gyerekek sokkal fontosabbak a rivaldafénynél, a szárazjégnél, és a fortélyos kokainnál, amit olyanok társaságában szippantasz akiket nem is ismersz.” A zenekar tagjai közül csak legrégebbi barátja, Bonham tartotta vele rendszeresen a kapcsolatot. Később beszámolt róla, hogy „Bonham volt az egyetlen, aki megölelt, aki egy kicsit is segített. Egyáltalán nem akartam visszatérni a csapatba. A családom fontosabb, mint a fényűző élet, amit a Led Zeppelinben éltem.”
Mindeközben Jones session-zenészi múltjából adódóan besegített néhány más zenekar felvételeibe. Page befejezte a házába telepített stúdió berendezését, majd egy élő válogatásalbum tervéhez időrendbe kezdte rendezni az összegyűlt koncertfelvételeket. Közben beszámolt arról, hogy dolgozik egy hosszabb, alapvetően instrumentális szerzeményen, ami a Presence-en jelent volna meg. „Az eredeti elképzelés azon alapul, hogy az énekszólam négyszer hangzik fel, minden egyes alkalommal ugyanahhoz a témához visszatérve, viszont az évszakoknak megfelelően négy különböző dallammal.” A dalhoz készített demók azonban eltűntek egy, a kazettákkal teli aktatáskával, a későbbiekben pedig vélhetőleg már nem tudta összerakni Page a darabot, vagy elvesztette iránta az érdeklődését. Az együttes menedzsere, Peter Grant az elmúlt két év tragédiáinak következtében felhagyott egy időre az üzleti tevékenységeivel, és igyekezett felépülni megromlott egészségi állapotából (cukorbetegség, drog- és alkoholfüggőség). 1978 áprilisa végére összehívott az együttes számára egy találkozót az angol-walesi határon fekvő Clearwell kastélyba. Grant szavai szerint hosszú és fáradtságos küzdelem volt rávenni Plantet, hogy újra munkába álljon, mivel mindig kihátrált előle. A Clearwell kastélybeli próbák előtt a londoni Royal Garden Hotelban találkoztak először, és a Bad Companyról, Maggie Bellről, azaz – jövőbeli pályafutásuk helyett – saját lemezcégük sikeres előadóiról beszélgettek. A clearwelli együttzenélés egyesek szerint döntő fontosságú esemény volt, Jones erről később másként vélekedett: „Kicsit furcsa volt újra összejönni, kényelmetlenül éreztem magam. Emlékszem, mindig azt kérdezgettem, miért csináljuk ezt. Nem voltunk túl jó formában, sem lelkileg, sem egészség szempontjából, de nem is volt könnyű változtatni ezen. Talán senki sem volt elég erős ahhoz, hogy megálljt parancsoljon, beleértve a menedzserünket, aki maga sem volt valami jól. Az egész nem tartott sehová.” Plant is hasonlóan gondolkodott: „Úgy éreztem, az egésztől kissé távol vagyok. A kálváriánkat jártuk, és mivel az én keresztem valóban nehéz volt, nem voltam biztos benne, van-e bármi értelme tovább csinálni.” Ennek megfelelően 1978 nyarát külön töltötték a zenekar tagjai, majd szeptemberben találkoztak újra. Richard Cole második esküvőjén vettek részt, ahol Page volt a tanú. Az együttes hangulatát beárnyékolta, hogy elhunyt régi jó barátjuk, Keith Moon, a The Who dobosa. Plant fia halála óta először 1978 júliusában jelent meg a nyilvánosság előtt, amikor helyi zenekarokat hallgatott meg otthona közelében. Egy Melvin Giganticus and the Turd Burglers nevű alkalmi formációval fel is lépett, majd augusztusban Ibizán dzsemmelt Dr Feelgooddal. Lassan kezdett visszailleszkedni a nyilvános életbe.
Bonham és Jones elfogadta Paul McCartney felkérését, és részt vettek az Abbey Road Studióban készített Rockestra felvételeken, ahol olyan sztárokkal szerepeltek együtt, mint Denny Laine, David Gilmour, Hank Marvin, Pete Townshend, Gary Brooker, Kenney Jones és Ronnie Lane. 1978 novemberében Plant úgy érezte, hogy már kellő mértékben feldolgozta fia elvesztését ahhoz, hogy a zenére is tudjon összpontosítani.

## Koncepció és felvételek
1978 szeptemberében kezdték el Londonban a próbákat, és hat hét után készen álltak az anyag felvételére. A svéd ABBA saját Polar stúdiójába invitálta az együttest lemezfelvételre. Page tisztában volt vele, hogy a népszerű popegyüttes kiadványait magas szakmai minőség jellemzi, továbbá társaival együtt hamar felismerték a zenészek dalszerzői tehetségét, profizmusát. A Led Zeppelin elfogadta a meghívást, amiben az is szerepet játszott, hogy a magas adózási törvények Svédországban nem érintették a zenekart. 1978 novemberében vonultak be a stúdióba, és három hétig dolgoztak a formálódó anyagon. A hétvégéken hazautaztak, hogy a családjaikkal legyenek, illetve hogy Page esetleg meghallgathassa a szalagokat. Míg korábban az összes albumuknál Page kezében volt a zenei vezető szerep, addig ez most áthárult Jonesra. Page az előző hónapokban szinte egyáltalán nem folytatott alkotói párbeszédet dalszerző partnerével Planttel, így a pontos irány meghatározása is elmaradt. A gitáros ekkoriban még mindig drogproblémákkal küzdött, amelyek elvették az életerejét és tönkretették az egészségét. A stockholmi próbákra rendszerint késve érkezett meg, csakúgy mint Bonham, aki alkoholfüggősége mellett szintén a heroin rabja lett. A stúdiófelvételek során így két jól elkülöníthető tábor alakult ki. Jones visszaemlékezése alapján „legtöbbször csak Robert jelent meg és én. Mi voltunk a rendesebbik tábor. Mi érkeztünk először, aztán valamivel később Bonzo, aztán még később talán előkerült Page is. Ilyenkor ugye két dolgot lehet csinálni: vagy elüldögél az ember és várakozik, vagy nekiáll zenélni. Hát mi ezt csináltuk … játszottunk.”

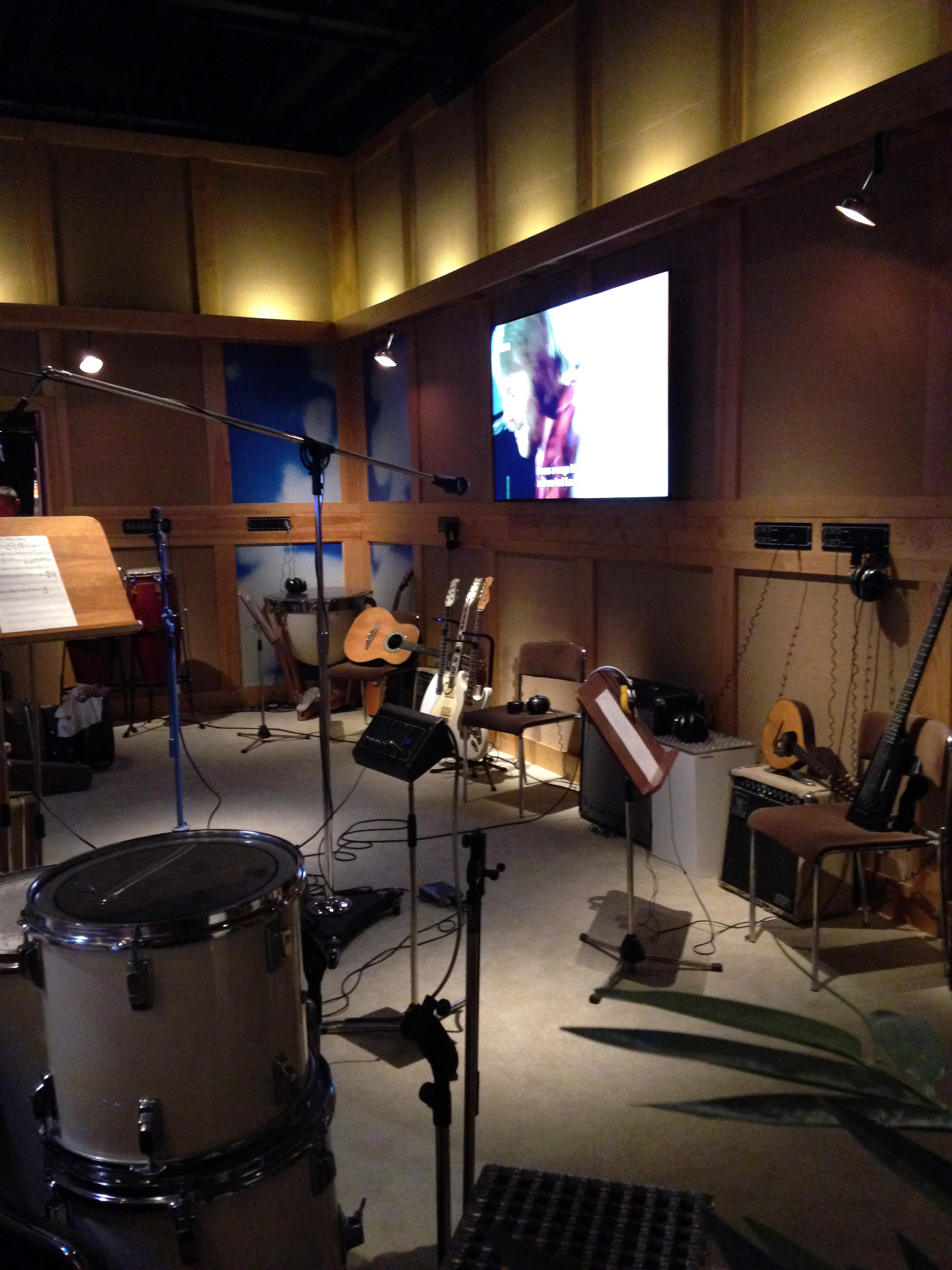
Az album felvételei az ABBA stockholmi Polar stúdiójában készültek

Az album felvételei idején Jones vásárolt egy Yamaha GX-1 szintetizátort, és fő dalszerzőként szoros együttműködésbe kezdett Planttel, amire korábban még nem volt példa. Jones élvezte a dalok készülésének felügyeletével járó új felelősséget és azt a szabadságot, amit ez a lehetőség nyújtott számára. Grant később elmondta, hogy „nehéz helyzet volt, de Jonesy nagyszerű volt. Rengeteget beleadott.” Plant és Jones felvették a billentyűsávokat, a „mankó” éneksávot, majd később ezekhez adták hozzá a gitárt és a többiek szólamait. A korábban szokatlan munkamódszer járatlan utakra és új irányokba vitte el a zenekart, mivel korábban mindig közösen dolgozták ki a dalok ötletét, még akkor is, ha a fő szerző már készként mutatta be. Most azonban Plant, de főképp Jones építette fel a számok szerkezetét, és már azelőtt szalagra rögzítették a számokat, mielőtt Page és Bonham megjelent. „Átmeneti korszak volt. Esélyünk nyílt arra, hogy lássuk, mi másra lennénk még képesek. Ha tartjuk ezt az irányt, a következő album még érdekesebb lett volna” – fejtette ki évekkel később Jones. Page hétvégenként magával vitte a mesterszalagokat a házi stúdiójába, és megcsinálta a rájátszásokat. Cole elmondása szerint Page mindig is neheztelt azért, hogy szerzőként mindenütt Jones van feltüntetve, mivel  a gitáros szerint jómaga is sok munkát végzett az anyaggal. Decemberben befejeződtek a lemez munkálatai, így 1978 karácsonyára a zenekar tagjai hazatértek családjaik körébe. Page Plumpton Place-ben lévő stúdiójában elvégezte a stockholmi szalagok keverését és a számsorrend összeállítását. Érdekesség, hogy az albumról három olyan dalt félrerakott, amelyek később a posztumusz Coda anyagán jelentek meg, de eredetileg egy 1979 késő tavaszára időzített kislemezen vagy EP-n akarta kihozni őket. Amikor az EP-ötlet nem valósult meg, Page a következő nagylemezre szánta a három dalt. A Wearing and Tearing, az Ozone Baby és a Darlene stílusa elüt az album többi daláétól, mivel ezek a zenekar hagyományosabb, blues- és gitárközpontú oldalát domborítják ki.

## Dalok, stílus
Az In Through the Out Door zeneileg jelentős változásokat hozott a zenekar addig is eklektikus stílusában. Míg az előző Presence egy lecsupaszított hangzású, gitárorientált album volt, addig az In Through the Out Door ennek az ellentéte. Szintetizátorközpontú, többnyire melankolikus, elgondolkodtató és érett anyagot készítettek, aminek a zenei sokrétűség és fejlődőképesség a fő jellemvonásai. A dalok stílusa a világzenétől a bluesig, az újhullámtól a progresszív rockig számos műfajt felvonultat. Plant elmondása szerint a lemez idejére „mind a négy tag elért egyfajta érettségi szintet, így a zenében már nem volt meg a régi zabolátlanság.” Az album kiadása után Page és Bonzo egyaránt egy keményebb jövőbeli albumot képzelt el. Page szerint „az In Through the Out Doort mindketten egy kicsit lágynak éreztük. Az All My Love sosem volt a kedvencem. Kicsit aggasztott a refrén. Ezek nem mi vagyunk. A maga nemében nem volt rossz, de a jövőben nem ezt az irányt akartam követni.” Az In Through the Out Door albumon Jones vált dominánssá, stílusa meghatározza az anyagot. A South Bound Saurez és az All My Love a zenekar történetének két olyan darabja, amelyben Page egyáltalán nem vett részt szerzőként. A felvételek idején csak a boogie-woogie alapú Darlene megírásából vette ki a részét mind a négy tag, ez azonban nem került fel a lemezre (később a Coda című posztumusz anyagon jött ki). Bonham egyetlen dalnál sincs megjelölve szerzőként.
Az albumot nyitó közel hétperces In the Evening hasonlít leginkább az együttes korábbi, gitárközpontú szerzeményeihez. Ez az egyetlen olyan tétel, amiben Page gitárriffjei is hangsúlyos szerepet kapnak. A dal intrója búgó gitáreffektekkel veszi kezdetét, amelyben Page indiai zenék iránti vonzalma is tetten érhető. A gitár mellett a morajló hanghatásokat a hangszerre szerelt gizmotron nevű mechanikus hajlítóeszköz alkalmazásával érte el Page, amellyel gyakorlatilag „végtelenül kitartott” effekteket lehet létrehozni. A hangszer működése hasonló a tekerőlantéhoz, csak nem mechanikus, hanem elektronikus módon forog benne a kerék. Page elmondása szerint „a húrlábhoz kellett felszerelni, és az egyes húrokhoz tartozó gombokkal lehetett működtetni. A kerekek tulajdonképpen egyfajta vonóként szólaltatták meg a húrokat.” A keleti naplementét megidéző intrónak Bonham üstdobon való kísérete ad sejtelmes hangulatot. A bevezető után belép a teljes zenekar, és egy jellegzetes gitárriff kerül a középpontba, amely együtt menetel Bonham határozott dobolásával. Ezt követően belép Plant énekszólama, ami meg van duplázva, hogy dramatikus hatást érjen el vele. A dal átvezetésében moll akkordok sorozata hangzik fel, amit a billentyűszólam kifejezetten hangsúlyossá tesz. A dalban kontrasztot képeznek egymás ellen a nagy részét kitevő erőteljes riffek és a viszonylag csendes középső szakasz. Az In the Evening méla hangulatú, monumentális és drámai élét legfőképp a gazdag gitárrájátszások adják. Azon kevés Led Zeppelin-dal közé tartozik, amelynek gitárszólójában Page a tremolókart is használja. Ennek feljátszásakor a kék színű Lake Placid 1962 márkájú, Fender Stratocaster gitárját használta. A dal mondanivalója nehezen körülhatárolható, kivéve az ellentmondást nem tűrő I need you love refrént. Sok rajongó tartja az In Through the Out Door legjobb dalának.
A második dalként felhangzó South Bound Saurez oldja a nyitány feszültségét, mivel árad belőle a jó hangulat. Bárzongora bevezetéssel kezdődik, amely egy csehó hangulatát idézi fel, de a későbbiekben is Jones zongorája marad a középpontban. Olyan rock and roll stílusú technikával játszik, amilyeneket korábban Little Richardtól vagy Jerry Lee Lewistól lehetett hallani. Page gitárja csak kíséretként funkcionál, mindvégig a zongora hátterében marad. Plant a „handabandázó szerelmes” szerepében tetszeleg, előadása révén úgy tűnik, mintha egy kocsmazenekar zenélne. Teljesen beleéli magát kedélyes szövegébe, amellyel azt próbálja közvetíteni, hogy érezzük jól magunkat és táncoljuk ki a bánatunkat. A harmadik Fool in the Rain szintén billentyűs hangszerekre épül, hangulata pedig vidám és latinos érzetet közvetít. A gazdag hangszerelésű, robusztus szerkezetű szerzemény számos hangszert felvonultat. Page 12 húros akusztikus gitárt is használt, míg Jones a zongora mellett marimbát is megszólaltat. Bonham pedig a hagyományos dobok mellett egy sor egyéb ütőhangszert (timbales, agogô harang, kolomp, maracas, idiofon) is bevetett a szambás, karneváli hatás érdekében. Karibi beütésű riffel indít, amit a közepesnél valamivel lassabb, magabiztos Bonham-ritmus támaszt alá. Fő tempója 12/8-os, amely során szokatlan, poliritmikus groove-ot játszik a ritmusszekció. Az ének és a különböző dobok részei 4 ütemként, míg a basszusgitár és a zongora 6 ütemként váltakoznak. Ezért hallatszik úgy, hogy a hangszerek többsége a dobokkal és az énekkel szemben negyedjegyű hármasokat (irracionális, szabálytalan ritmust) játszik. Bonham több technikát is felvonultat a dalon belül. Egy szambastílusú breakdownt, Bernard Purdie-tól eredeztethető „Purdie shuffle” ritmustechnikát, valamint egy „hop-skip riff” elrendezést is játszik. Vélhetően a bonyolultsága miatt, a 2:25-nél beérkező szambaritmus külön lett rögzítve. Ez a bolondos és váratlanul beérkező calypsoritmus biztosította Bonham számára, hogy néhány afro-kubai ritmusképletet is alkalmazhat különböző ütőshangszereken. Ezt követően Page gitárszólójára kerül sor, amelyhez kíséret gyanánt visszatér a kezdeti riff. A szóló hangjait egy oktávval mélyebben megkettőzi, amelyhez gitárszintetizátort, valamint MXR Blue Box effektpedált alkalmazott. A dal karneváli alapötletét Jones és Plant találta ki, akiket az 1978-as labdarúgó-világbajnokság és az Argentin labdarúgó-válogatott győzelme ihletett meg. A szövege azonban a „megtalált szerelem” felszabadító erejéről szól, ennek megfelelően a zenéhez hasonlóan pozitív a hangulata. Plant éneksávjai tiszták és kiegyensúlyozottak, különösen a záró versszakban és a refrénben.
A negyedik Hot Dog a lemezfelvétel első próbáinak egyikén született, az 1950-es évekbeli rockabilly előadók hatására. Könnyed hangvételű mókázós tétel, amelyben gunyoros paródiaként keveredik „bugris” countryzene és a rockabilly. A dal megszületését nagymértékben inspirálta Plant texasi barátnője, az Elvis Presley modorában énekelt dalszöveg pedig egyfajta tiszteletadás Texas állam felé. Az ötödik dalként érkező Carouselambra az album központi tételének is tekinthető, amely tíz és fél perces hosszával a lemez legambiciózusabb tétele. A progresszív felépítésű szerzemény számos zenei stílust ölel fel, és a zenekar második leghosszabb, stúdióban rögzített dala. Itt is Jones szintetizátorai dominálnak, Page gitársávjai csak támogató szerepkört töltenek be. A dalt a techno hatásokat is felvonultató szintetikus szintetizátor hangzás uralja, amely úgy komplex, hogy közben monoton hatást is kelt, ezáltal az egyik legemészthetetlenebb szerzeményük. Felépítésileg három fő szakaszra bontható, a dal címe pedig az első szakaszra utal, amelynek ritmusáról a körhinta mozgása elevenedhet meg a hallgatóban. Az első rész közepes tempóban veszi kezdetét, amelyet Jones „döfködő” dúr akkordjai dominálnak. A vékony hangzás egy Farfisa orgonán szólal meg. Mindezt alátámasztja a masszív dobolás, valamint a szilárd basszusgitár játék. Plant éneke és Page gitársávjai a keverés során túlságosan háttérbe szorultak, ezért csak háttérszerepet töltenek be. A második szakasz bevezetője lassabb mederbe tereli a számot, és itt már Page blues hatású játéka is jobban előtérbe kerül. Az itt hallható két akkordot gitárszintetizátorral emeli ki, amelyek hangsúlyos megszólalása háttérbe szorítják Plant lassan mélázó és borongós sorait. Érdekesség, hogy az itt hallható gitárrészeket Page a kétnyakú Gibson EDS-1275 gitárján játszotta fel, amit korábban soha nem használt stúdiófelvételeken. A harmadik szakasz kezdésénél újra Jones billentyűs hangszerei kerülnek az előtérbe, még több hangszínt alkalmazva mint korábban. Itt a szerzemény újra átvált a közepes/közepesen gyors tempóra. Az epikus dal befejezése a korábbi részeknél is kötetlenebb és szabadabb, amely során már mind a négy zenész jelentős szerephez jut – az ének és a gitár háttérbe keverése ellenére is. A szám egészére érvényes, hogy nagy hangsúly helyeződik Bonham lüktető dobjaira, amely túlnyomó részt precíz és monoton alapokat szolgáltat. A szám végén hallható mély gitárhangzást gizmotron alkalmazásával érte el Page. A Carouselambra arról a helyzetről és környezetről szól, amelyben a zenekar volt az utóbbi pár évben.
Ezt egy közepes tempójú, lágy hangzású darab, a hatodikként érkező All My Love követi a sorban. Kedves, ugyanakkor melankolikus ballada, amely szintén Jones billentyűhangjaira épül. Page 12 húros akusztikus gitárkísérete csak színezésként szolgál, a billentyűsök itt is az előtérbe kerültek a keverés során. A dal szólórészét szintén Jones játssza, amely az ELO vagy a Genesis munkáira jellemző hangszínen szólal meg, stílusában pedig a 18. századi klasszikus billentyűs hangszerre írt művekre hajaz. A dal Plant fiának állít emléket, ennek megfelelően nagyfokú átéléssel adja elő az élet, a halál és az újjászületés celebrálásáról elmélkedő szövegét. Hangja meleg tónusú és szépen csengő, amely itt meglehetősen előtérbe került a keverés során. Érdekesség, hogy Bonham megszenvedett a dal ritmusainak a kidolgozása során. Spontán és természetes stílusra törekedett, amivel Plant hangjának kíséretében lendíti előre a szám ritmusát. Amikor találkozott a Toto zenekarból Steve Lukatherel, a gitáros felajánlotta zenekarából Jeff Porcaro dobos segítségét. Porcaro szívesen segített, így a dalban hallott dobtémák nagy része Porcaro ötlete nyomán született. A hetedik, egyben az utolsó dal az I’m Gonna Crawl, amely visszatekintés az együttes korai éveire jellemző blues gyökerekhez, bár Jones szintetikus hangzású billentyűs hangszerei itt is hangsúlyos szerepet kapnak. Nyugodt bluesos stílusban, közel hat percben vezeti le az albumot. Kezdése egy olyan billentyűs intró, amely a Roxy Music, a Yes vagy David Bowie stílusa mellett Reginald Dixon könnyed tánczenéit is felidézi. Lecsengése után belép az egész zenekar, és egy klasszikus 6/8-os ritmikájú, balladisztikus kíséretet játszik Plant énekszólama alá. Az énekes hallhatóan mindent beleadva és kifejezően énekel, amely során Janis Joplin hatásai mellett az 1960-as évek soulénekeseiből (Wilson Pickett, Otis Redding) is merít. Ebben a dalban Page gitárszólójának is hagytak teret, amelynek kifejezőereje a korábbi lemezeken bemutatott teljesítményeivel is megállja a helyét. Az ének alatti gitárkíséret viszont visszafogott, azok az eltalált gitárszólamok, amelyekkel korábban Plant énekét támogatta, itt elmaradnak. Helyette a monoton billentyűs hangszerek dominálnak. A dalt záró tetőpont előtt Bonham növeli a szám feszültségét néhány hatásos és kifejező dobképlettel, bár ezek a keverés miatt nem szólnak olyan tisztán, mint a korábbi felvételeiken.

## Cím és borító
A címet a tagok magánéleti problémái és a punkzene előretörése ihlette: úgy gondolták, hogy a rajongókat visszaszerezni olyan, mintha a kijáraton ('Out' door) keresztül próbálnánk bemenni a bejárat ('In' door) helyett. Emellett azonban két másik lehetséges magyarázat is van. Plant meglepve tapasztalta, hogy mekkora népszerűségnek örvend a homoszexuális férfiak körében; ezek szerint a cím („A kijáraton át”) egy ironikus utalás az anális szexre.
Az eredeti bakelit tasakja különleges volt: a külső borítón barna csomagolópapír volt, a belső borítón pedig egy fekete-fehér rajz, amit ha nedves kefével átdörzsöltek, színessé vált. Hat különböző borítóképet készítettek (az elülső és hátsó borítón is volt kép), viszont a barna csomagolópapír miatt a vásárló nem tudta, hogy melyiket veszi meg. (A tasak gerincén van egy kód, melynek alapján megállapítható, hogy melyik borító van az adott albumon – ezt a kódot néhány felbontatlan tasakon is látni lehetett.) Mind a hat borítón ugyanaz a jelenet látható (egy férfi eléget egy levelet, egy New Orleans-i kocsmában üldögélve) – a többi borítón szereplő emberek valamelyikének szemszögéből. Némi hasonlóság felfedezhető az Ian Dury & the Blockheads szintén 1979-es albumával a Do It Yourselffel, ami különféle tapétamintákkal jelent meg. Egyes korábbi albumaikhoz hasonlóan, az In Through the Out Door borítóján sem volt semmilyen felirat, ezért a kereskedők kérésére a borító sarkába pecsét került, amelyen a lemez címe és a zenekar neve lett feltüntetve. A kocsmajelenet fotói az Old Absinthe House (240 Bourbon St, New Orleans, LA 70112) nevű bárban készültek. A borító képsorait sokféle képzeletbeli jelenettel lehet társítani. A fehér öltönyös férfi akár egy 1940-es évekbeli gengszterfilmben is feltűnhetett volna, míg az elégetett levél egy rossz útra tért kedves telefonszámát is tartalmazhatja. Mivel a képeken Schlitz-sörösüvegeket is látni lehet, arra is lehet következtetni, hogy a férfi éppen elissza a bánatát.
A borítót a Hipgnosis csoporthoz tartozó Storm Thorgerson készítette. Sok kritikus szerint a borító, a zenéhez hasonlóan, identitászavarról és a pontos irány hiányáról is tanúskodik, valamint összhangban van a zene kísérleti hangulatával. 1980-ban Grammy-díjra jelölték a Legjobb Albumborító kategóriában, valamint elnyert egy komoly USA marketingdíjat.

## Megjelenés, kritikai fogadtatás
| Kritikák                      | Kritikák      |
| Forrás                        | Értékelés     |
| ----------------------------- | ------------- |
| AllMusic                      | [ 30 ]        |
| The Daily Telegraph           | [ 31 ]        |
| Encyclopedia of Popular Music | [ 32 ]        |
| MusicHound Rock               | 4/5           |
| Rolling Stone Album Guide     | [ 34 ] [ 35 ] |
| Smash Hits                    | 7/10          |
| The Village Voice             | B+            |
| Metacritic                    | 73/100        |
| Classic Rock                  | 7/10          |
| Pitchfork                     | 8.0/10        |
| PopMatters                    | 5/10          |
| Q                             | [ 42 ]        |
| Sputnikmusic                  | [ 26 ]        |

Az In Through the Out Door 1979. augusztus 15-én került a lemezboltok polcaira. Eredetileg a zenekar Knebworth-i koncertjei előtt szándékozták kiadni, de a gyártási késések miatt csak a két fellépés után jelent meg. Mivel a legutóbbi albumuk a Presence óta három év telt el, a lemezt nagy várakozás előzte meg. A rajongók izgalmát fokozta a két Knebworth-i fellépés, amely a zenekar számára felért egy „második honfoglalással”. Saját hazájukban az 1975-ös Earl’s Court aréna-beli koncertek óta nem léptek fel, így az augusztus 4-én és 11-én, a Knebworth House főúri kastély birtokán tartott szabadtéri koncertek, az együttes diadalmas visszatérését jelentették (még ha kifogásolható teljesítményt is nyújtottak). A két nap folyamán több mint 400 ezres nézősereg volt rájuk kíváncsi, és a zenekar már két új dalt (In The Evening és Hot Dog) is bemutatott a kiadásra váró új albumról. Plant az augusztus 4-ei előadáson viccesen utalt is a lemez késésére.
Az In Through the Out Door az amerikai Billboard 200 albumlista első helyére került, és a kiadás napjaiban 1,7 millió példányt értékesítették belőle az Egyesült Államokban. Az album hét hétig szerepelt a lista élén, tovább mint bármelyik másik Led Zeppelin-album. Szeptember végére 3 millió, míg az év végére a 4 milliós eladást is átlépte az amerikai piacon. Az album sikere nagymértékben elősegítette az amerikai lemezipar talpraállását, amely a második olajválság miatt súlyos gazdasági recesszióba került. A lemez kiadásakor a Led Zeppelin teljes katalógusa felkerült a Billboard 200 listájára, ami példa nélküli sikernek számított. Esetükben az 1975-ös Physical Graffiti kiadásakor történt már hasonló eset, amikor szintén az összes addigi albumuk felkerült a Billboard 200-ra. Az In Through the Out Door a brit albumlistán szintén az 1. helyre került, és két hétig maradt az élen. Az Egyesült Államokban 1997. november 25-ig 6 millió példányban kelt el.
Megjelenésekor, a korai albumaikkal ellentétben, nagyrészt pozitív kritikákban részesült a zenei szaklapok részéről. Az utóbbi évtizedekbeli megítélése váltakozó, többnyire a vegyes, és a negatív vélemények vannak többségben. Sokan gondolják úgy, hogy a szintetizátor által befolyásolt zene előremutató, és a hangszer használata elkerülhetetlen volt akkoriban, míg mások úgy érezték, hogy a zenekar elhagyta érte a kemény hangzását. Jimmy Page biográfiáját kutató Martin Power szerint a punk után, az In Through the Out Door durva lehúzást kapott néhány kritikustól, és a Zep veterán státusza a zenei üzletben most már botként használatos, amivel a kritikusok megverik őket. A Rolling Stone magazin munkatársa, Charles M. Young szerint Page csökkenő kreativitása kevés anyagot eredményezett ahhoz, hogy együtt dolgozzon Planttel, és ez helyezte előtérbe Jonest. Meglátása szerint Jones a legjobban Page mögött működik, nem pedig előtte. Az albumról voltak pozitív és negatív megjegyzései egyaránt. „John Bonham dobolását hallgatni akusztikai megfelelője annak, mint amikor Clint Eastwood elpáhol nyolc rosszfiút, miközben egy kisiklott mozdonyt vezet. Vagy elszörnyedsz a rengeteg vértől, vagy pedig azt gondolod, hogy bár te is megtudnád ezt tenni.” A Creem magazin írója úgy fogalmazott, hogy „az új album eltávolódás volt a Zeppelin állandó orientációjától a különböző zenei stílusok felé a billentyűkkel, de a Zeppelin alapvető stílusa még jelen van.” A legtöbb kritika abban egyetért, hogy Bonham játéka hangos és világos, ami ritmikailag változatosabb és összetettebb mint valaha.
Chris Bohn a Melody Maker kritikusa negatív megjegyzéseket tett a lemezre. Elmondása szerint amikor társaival először meghallgatták az irodában, mindenkin kitört a röhögés. Addig úgy gondolták, hogy a zenekar „teljesen érintetlen”, de az In Through the Out Door „a halandóság első intimációinak megjelenítése” lett.  Ezzel szemben Nick Kent az NME újságírója azzal érvelt, hogy „az albumról nem szabad elhamarkodottan ítélkezni, mert az további meghallgatást érdemel.” Robert Christgau szintén pozitív recenziót írt róla a The Village Voiceban, és kijelentette, hogy a legjobb albumuk az 1973-ban kiadott Houses of the Holy óta. Kifejtette, hogy „az egyik oldalon lévő hangos szintetizátor megerősíti a régóta hitt meggyőződésemet, hogy ez egy igazi art rock zenekar, míg a másik oldalon, az a világ régóta fennálló hiedelme bizonyosodik be, hogy ez egy igazán jó hard rock zenekar.” A Sputnikmusic négy pontot adott rá az ötből, a lemezt a szerző nagyszerűnek nevezte, ami jól hangzik, és következetesnek tűnik. Az AllMusic egyik írója Stephen Thomas Erlewine három és fél csillagot adott rá az ötből, és kifejtette hogy Jones és Plant ötletei előrevetítik a későbbi szólóprodukcióikat (főleg Plantét). A Pitchfork Media kritikájában Mark Richardson tízből nyolc pontot adott rá, bár hozzáfűzte hogy messze van a legjobb teljesítményüktől. Szerinte az általános hangulat sötét és befelé forduló, míg a zene nyugtalan és kísérleti jellegű. Furcsa és szintetikus anyagként jellemezte, amelyből kiemelkedik a Fool in the Rain, amely szerinte egyedülálló alkotás, és még mindig frissen hangzik. Dicsérte még Bonham dobjátékát is, amely írása alapján ezen az anyagon a legemlékezetesebb. A PopMatters munkatársa Andrew Doscas tízből öt pontot adott rá, és szintén a Fool in the Raint emelte ki, amelyet egyben a zenekar utolsó szórakoztató dalának nevezett. Az írás szerint sok a lapos rész és a tévedés a lemezen. Az In the Eveninget erőfeszítésnek nevezte, míg a South Bound Saurezt inkább Elton John, sem mint Zeppelin-dalnak. A Carouselambrát bosszantónak és túl szintetikusnak titulálta, amit a Styxtől vagy a Genesistől várna az ember, nem pedig minden idők legnagyobb hard rock zenekarától. A hangzást túl vékonynak minősítette, és a zenére azt írta, hogy biztosan nem rock, hanem inkább elektronikus hatású könnyed pop. Zárásként azt írta Doscas hogy „egy olyan fenséges zenekar, mint a Led Zeppelin kegyetlen, ha úgy gondolja, hogy bárki, akár egy dedikált rajongó is, összeszedheti az erőt, hogy kétszer egymás után meghallgassa az albumot.”
A Rolling Stone Album Guide 2004-es recenziójában Gaylord Fields azt írta, hogy az album eltávolodást jelent a kemény hangzástól, és valamiféle art rock furcsaságnak tűnik néhány csábító megoldással. Colin Larkin 2006-ban az Encyclopedia of Popular Music számára értekezett a lemezről, és leírta, hogy „az album nem rendelkezik a korábbi munkáikra jellemző definitív stílussal, mégis egy erős gyűjtemény, amelyben John Paul Jones az egyesítő tényező szerepét tölti be.” Neil McCormick azonban megerősítette az albumra vonatkozó korábbi panaszokat, és a The Daily Telegraph magazinnak 2014-ben írt kritikájában egy pontot adott rá az ötből. A zenekar legrosszabb lemezének nyilvánította, amit hűvös szintetikus hangzás, zsúfolt pop ritmusok és egy zenekari ballada jellemez. Írása szerint ezek az elemek nem passzolnak a történelem legkeményebb zenekarához. A Q magazinban megjelent cikkben pozitív véleményt kapott a lemez, amelyben az All My Love-ot lélegzetelállítóan gyönyörűnek írták le. Az album kapcsán nemcsak a zenét, hanem a hangzását is szokta érni kritika. A produceri munka távolról sem kristálytiszta, a keverés során pedig sokszor a háttérbe kerülnek bizonyos elemek (főképp az ének és a gitár). Ralph Hulett és Jerry Prochnicky közös könyvükben a Whole Lotta Led/Our Flight With Led Zeppelinben negatív véleménnyel írtak a lemezről. Szerintük John Paul Jones jobban működött a háttérben, mintha övé lett volna a főszerep. Véleményük szerint „a lemez kezdett túlságosan tisztán szólni, amely az Achilles Last Stand hangrobbanásával összehasonlítva szinte törékenynek hatott. Ezzel szemben a rajongók olyan popslágereket hallottak, mint a Fool in the Rain és az All My Love. Jerry számára az album legjobb darabja az In The Evening volt, mert ebben volt az egyetlen nagy gitárriff. Ez nem Led Zeppelin volt.” Keith Shadwick a Led Zeppelin The Story of a band and their music, 1968-1980 című könyv szerzője a leggyengébb albumukként jellemezte, ami „az egységnek azt a hiányát, azt a zavarodottságot tükrözte, amelyben született.”

## Utóélet; 2015-ös újrakiadás
Az album megjelenése után Plant, Page és Bonham egyaránt fenntartásukat fejezték ki az elkészült anyaggal kapcsolatban. Plant később elmondta, hogy élvezte a korábbi albumok stílusainak variációit, bár nagyra értékelte, hogy az In Through the Out Door egy kicsit „megtisztult”. Page 2004-ben úgy nyilatkozott, hogy az album kiadása után újra egy keményebb anyagot akart elkészíteni, de az együttes feloszlása miatt erre már nem volt lehetőség. Page szerint „az album elkészítése nem volt a legkényelmesebb. Azt hiszem, ez egy átmeneti időszak volt, egy ugródeszka, ami tovább folytatódhatott volna.” A lemezt kiadása után 1980-ban jelölték az American Music Awards-on a „Favorite Pop/Rock Album” kategóriában. Az 1979-es és 80-as koncertek alkalmával az In Through the Out Door is kellőképpen képviseltette magát. Az In the Evening, a Hot Dog és az All My Love rendszeresen előkerült a fellépéseken. Jones ragaszkodott hozzá, hogy a Carouselambra is szerepeljen a koncertprogramban, de Plant és Page nem voltak rá eléggé felkészülve. A meghirdetett 1980-as észak-amerikai turné során már tervbe vették előszedését, de erre Bonham halála miatt már nem került sor. Az albumról a Fool in the Rain kislemezen is megjelent (B oldalán a Hot Dogal) Amerikában, és a Billboard Hot 100 kislemezlista 21. helyére került. Az albumon hallható dalok különösebben nem tartoznak a közismert Led Zeppelin szerzemények közé, számottevő feldolgozást is, csak a Fool in the Rain és az In the Evening ért meg. Ez utóbbit újraértelmezte és előadta koncertjein Page és Plant, amikor 1995-től újra együtt kezdtek el zenélni, és kiegészültek különböző zenészekkel, hogy Led Zeppelin dalokat hangszereljenek át és adják őket elő.
A Presence és a Coda albumokkal egyetemben a lemez 2015. április 31-én újra kiadásra került remaszterizált változatban. Az újbóli kiadás hat formátumban jelent meg: egy szabványos CD-kiadás, egy deluxe kétlemezes kiadás, egy szabványos LP-változat, egy deluxe két LP verzió, szuper deluxe két CD és két LP változat keménykötésű könyvvel, és nagy felbontású 96k/24 bites digitális letöltésként. A deluxe és szuper deluxe kiadványok bónuszanyagokat is tartalmaznak, amelyek alternatív felvételeket és korábban ki nem adott dalokat tartalmaznak. A South Bound Saurez alternatív verziója Southbound Piano, a Carouselambra The Epic, az All My Love The Hook és az I’m Gonna Crawl Blot néven szerepel az újrakiadásokon. Az újbóli kiadások bónusz lemezein az album borítója fekete-fehér színárnyalatot kapott.

## Az album dalai

### Első oldal
1. "In the Evening" (John Paul Jones – Jimmy Page – Robert Plant) – 6:49
2. "South Bound Saurez" (John Paul Jones – Robert Plant) – 4:12
3. "Fool in the Rain" (Jimmy Page – Robert Plant – John Paul Jones) – 6:12
4. "Hot Dog" (Jimmy Page – Robert Plant) – 3:17

### Második oldal
1. "Carouselambra" (John Paul Jones – Jimmy Page – Robert Plant) – 10:31
2. "All My Love" (Robert Plant – John Paul Jones) – 5:53
3. "I’m Gonna Crawl" (John Paul Jones – Jimmy Page – Robert Plant) – 5:30

- A CD-s újrakiadások során egyesítették a két oldalt, 1-től 7-ig jelölve a számokat hasonló sorrendben.

| A 2015-ös deluxe edition újrakiadás számlistája | A 2015-ös deluxe edition újrakiadás számlistája            | A 2015-ös deluxe edition újrakiadás számlistája | A 2015-ös deluxe edition újrakiadás számlistája | A 2015-ös deluxe edition újrakiadás számlistája | A 2015-ös deluxe edition újrakiadás számlistája | A 2015-ös deluxe edition újrakiadás számlistája | A 2015-ös deluxe edition újrakiadás számlistája | A 2015-ös deluxe edition újrakiadás számlistája | A 2015-ös deluxe edition újrakiadás számlistája |
| #                                               | Cím                                                        | Hossz                                           |                                                 |                                                 |                                                 |                                                 |                                                 |                                                 |                                                 |
| ----------------------------------------------- | ---------------------------------------------------------- | ----------------------------------------------- | ----------------------------------------------- | ----------------------------------------------- | ----------------------------------------------- | ----------------------------------------------- | ----------------------------------------------- | ----------------------------------------------- | ----------------------------------------------- |
| 1.                                              | In the Evening (nyers mix verzió)                          | 6:53                                            |                                                 |                                                 |                                                 |                                                 |                                                 |                                                 |                                                 |
| 2.                                              | Southbound Piano ("South Bound Saurez") (nyers mix verzió) | 4:15                                            |                                                 |                                                 |                                                 |                                                 |                                                 |                                                 |                                                 |
| 3.                                              | Fool in the Rain (nyers mix verzió)                        | 6:08                                            |                                                 |                                                 |                                                 |                                                 |                                                 |                                                 |                                                 |
| 4.                                              | Hot Dog (nyers mix verzió)                                 | 3:16                                            |                                                 |                                                 |                                                 |                                                 |                                                 |                                                 |                                                 |
| 5.                                              | The Epic ("Carouselambra") (nyers mix verzió)              | 10:48                                           |                                                 |                                                 |                                                 |                                                 |                                                 |                                                 |                                                 |
| 6.                                              | The Hook ("All My Love") (nyers mix verzió)                | 5:51                                            |                                                 |                                                 |                                                 |                                                 |                                                 |                                                 |                                                 |
| 7.                                              | Blot ("I'm Gonna Crawl") (nyers mix verzió)                | 5:33                                            |                                                 |                                                 |                                                 |                                                 |                                                 |                                                 |                                                 |
| 42:54                                           |                                                            |                                                 |                                                 |                                                 |                                                 |                                                 |                                                 |                                                 |                                                 |

## Közreműködők
- Jimmy Page – gitár
- Robert Plant – ének
- John Paul Jones – basszusgitár, billentyűs hangszerek, mandolin, zongora
- John Bonham – dob, ütőhangszerek

### Produkció
- Leif Mases – hangmérnök
- Lennart Östlund – hangmérnök asszisztens
- Hipgnosis – borító
- Jimmy Page – producer
- Peter Grant – produkciós vezető
- George Marino – remaszter (1994-es újrakiadások)
- John Davis – (2015-ös újrakiadások)
- Barry Diament – maszterizálás (eredeti 1988-as Compact Disc kiadás)
- Jeff Ocheltree – dobtechnika John Bonham számára

## Helyezések és eladások
| Lemezeladási lista (1979–80)                 | Legjobb helyezés |
| -------------------------------------------- | ---------------- |
| Ausztrália (ARIA Top 50 Albums)              | 3                |
| Ausztria (Ö3 Austria Top 40)                 | 20               |
| Kanada (Billboard Canadian Albums Chart)     | 1                |
| Franciaország (SNEP Album Top 100)           | 7                |
| Olaszország (FIMI Album Top 20)              | 12               |
| Japán (Oricon)                               | 2                |
| Új-Zéland (Recorded Music NZ Top 40 Albums)  | 1                |
| Norvégia (VG-lista Album Top 40)             | 16               |
| Spanyolország (PROMUSICAE Top 100 Álbumes)   | 5                |
| Svédország (Sverigetopplistan Top 60 Albums) | 17               |
| Egyesült Királyság (UK Albums Chart)         | 1                |
| USA Billboard 200                            | 1                |
| Németország (Media Control Top 100 Album)    | 28               |
| Hollandia (Dutch Charts Album Top 100)       | 32               |

| Lemezeladási lista (2015)                     | Legjobb helyezés |
| --------------------------------------------- | ---------------- |
| Ausztrália (ARIA Top 50 Albums)               | 25               |
| Belgium (Ultratop Flandria)                   | 25               |
| Belgium (Ultratop Vallónia)                   | 13               |
| Franciaország (SNEP Album Top 100)            | 43               |
| Spanyolország (PROMUSICAE Top 100 Álbumes)    | 31               |
| Olaszország (FIMI Album Top 20)               | 56               |
| Egyesült Királyság (UK Albums Chart)          | 39               |
| Ausztrália (ARIA Top 50 Albums)               | 25               |
| Portugália (AFP Top 30 Albums)                | 25               |
| Finnország (Musiikkituottajat Albumit Top 50) | 10               |
| Svédország (Sverigetopplistan Top 60 Albums)  | 6                |
| Ausztria (Ö3 Austria Top 40)                  | 15               |
| Svájc (Schweizer Hitparade Top 100 Albums)    | 17               |

### Kislemez
| Év   | Kislemez         | Lista                | Pozíció |
| ---- | ---------------- | -------------------- | ------- |
| 1980 | Fool in the Rain | US Billboard Hot 100 | 21      |

## Eladási minősítések
| Ország                  | Eladási minősítés | Eladás     |
| ----------------------- | ----------------- | ---------- |
| Argentína (CAPIF)       | arany             | 30 000+    |
| Ausztrália (ARIA)       | 2x platina        | 140 000+   |
| Anglia (BPI)            | platina           | 300 000+   |
| Egyesült Államok (RIAA) | 6x platina        | 6 000 000+ |

## Fordítás
- Ez a szócikk részben vagy egészben a In Through the Out Door című angol Wikipédia-szócikk ezen változatának fordításán alapul.  Az eredeti cikk szerkesztőit annak laptörténete sorolja fel. Ez a jelzés csupán a megfogalmazás eredetét és a szerzői jogokat jelzi, nem szolgál a cikkben szereplő információk forrásmegjelöléseként.